# Gunner’s Coin
Gunner’s Coin (auch Gunner’s Quoin; französisch Coin de Mire) ist eine unbewohnte Insel acht Kilometer vor der Nordküste von Mauritius (vor Cap Malheureux bzw. der Ortschaft Anse la Raie). Sie hat eine Flächenausdehnung von 76 Hektar und erreicht eine Höhe von 163 Metern. Die Insel wird häufig von Tauchbooten angefahren, da unter anderem die unter Wasser liegenden, steil abfallenden Felswände (The Wall) als attraktiver Tauchspot bekannt sind. In der Umgebung der Insel kommt es häufiger zu Walsichtungen.
Der Felsen ist an seiner höchsten Stelle 163 Meter hoch.